# 三壘手

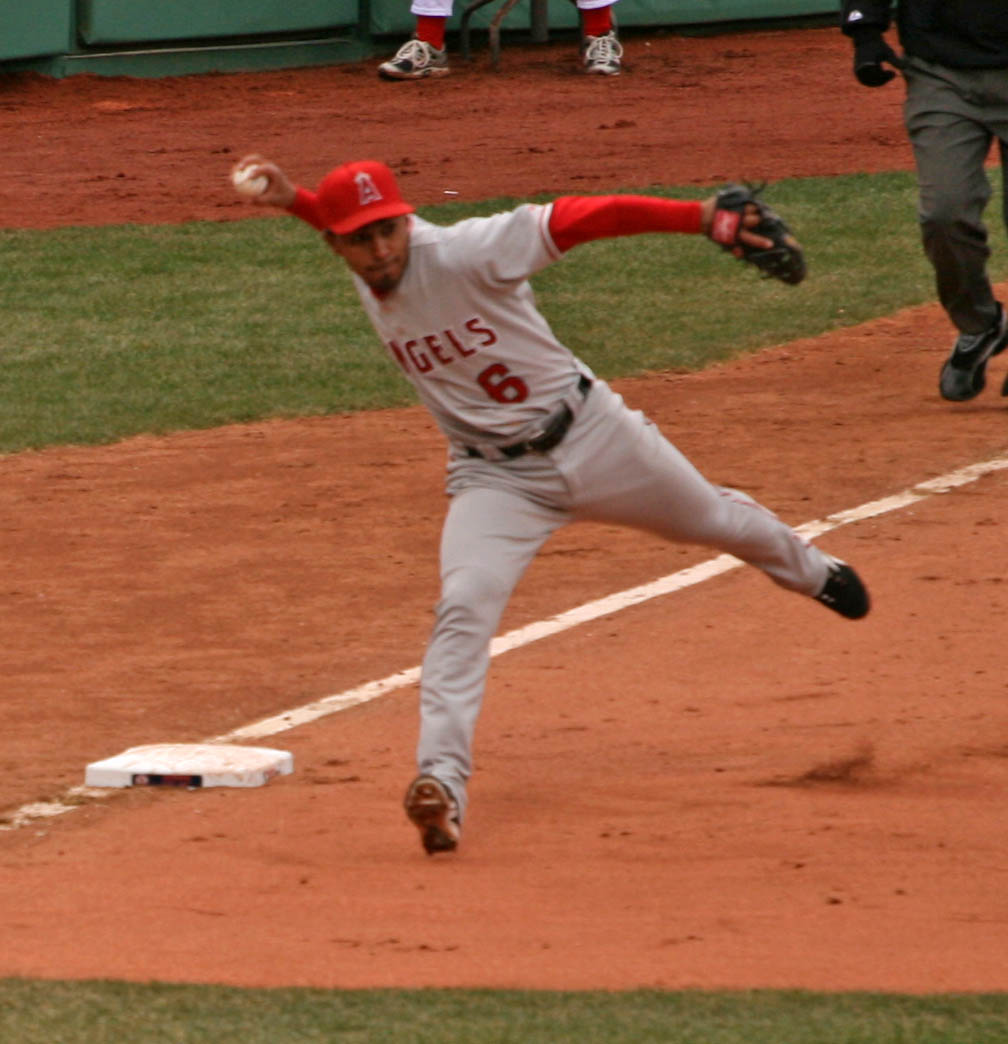
洛杉磯天使隊三壘手梅西爾·伊茲圖里斯（Maicer Izturis）將球轉傳給一壘手

三壘手（英語：Third Baseman，通常簡寫成），指的是在棒球或壘球比賽中，負責防守三壘的球員，其功能在接捕三壘附近區域的擊球以及接捕其他防守球員的傳球，促使打擊者或跑壘者出局。

## 概要
三壘方向的擊球絕大多數是兩種極端狀況，極快速的強勁平飛球或者是極緩慢的滾地球，正常守備位置下，傳球距離較二壘手長，且某種程度上有一定的守備難度，故三壘的守備位置被稱為，此一守備位置多半由隊中兼具一定守備能力的強打者擔任。
一般大眾認為內野手中，三壘手需要較強勁的臂力，事實上，因三壘方向來襲之球絕大多數為極快速的強勁平飛/滾地球或者是極緩慢的滾地球，倘若為強勁滾地球，三壘手接補到球時，打者甚至僅向一壘起跑一、兩步，此時三壘手有非常餘裕的時間向一壘方向墊步傳球刺殺打者；若為軟弱之滾地球，此時三壘手須向前跑動接補球，因向前跑動的關係，實際上接捕到球時距離一壘的長度並不會太遠，因此以實際的狀況下，三壘手的安排較偏向打擊突出而守備能力\臂力普通者為多數。
在紀錄逐局比賽過程時，通常以數字5來代表三壘手這個守備位置。

## 外部連結
- 三壘手在台灣棒球維基館上的頁面（繁體中文）